# Cargados Carajos
Les illes Cargados Carajos conegudes també com a Roques de Sant Brandon, és un arxipèlag que comprèn un nombre de bancs de sorra, llengües d'arena coral·lines i illots. És un grup de les illes exteriors que pertanyen a Maurici i és administrat per l'Empresa de Desenvolupament de les Illes Exteriors (OIDC).
Son a l'Oceà Índic a uns  430 km al nord-est de Maurici. Les illes tenen una superfície emergida d'1,3 km². L'escull mesura més de 50 km de nord a sud, i uns 5 km d'ample, tallat per tres passos. L'àrea de l'escull és de 190 km². Les illes tenen una població transitòria petita, majoritàriament pescadors, 63 en el cens del 2000 i en tot cas inferior al centernar avui dia. La majoria de la població (unes 50 persones) viuen a Île Raphael, amb altres poblaments més petits que hi ha a Avocaré, Coco, i Île du Sud. Un poblament va existir a Illa Albatros, però va ser abandonat el 1988. Les illes són riques en flora i fauna. Són classificades com a dependència de Maurici, illa situada a més de 300 km al sud, i són administrades des de Port Louis sense presència governamental a les illes excepte dos membres de la Guàrdia Costanera. Cargados Carajos són part de les illes Mascarenyes.

## Geografia
Antigament, Cargados Carajos era una illa gran, volcànica (part de les Mascarenyes, centrades a l'illa Réunion). Amb el temps tanmateix, l'illa es va erosionar fins que va quedar submergida i un atol de coral va sorgir al seu lloc.
La formació podria ser considerada un atol. Els illots individuals a l'escull, des del nord cap al sud, amb les seves ubicacions respectives, són:
- Illa d'Albatros 16° 15′ 0.0″ S, 59° 36′ 0.0″ E / 16.250000°S,59.600000°E 16° 15′ 0.0″ S, 59° 36′ 0.0″ E / 16.250000°S,59.600000°E 1.01 km²16° 15′ 0.0″ S, 59° 36′ 0.0″ E / 16.250000°S,59.600000°E
- Îlot du Nord (Illa del Nord) 16° 19′ 0.0″ S, 59° 39′ 0.0″ E / 16.316667°S,59.650000°E 16° 19′ 0.0″ S, 59° 39′ 0.0″ E / 16.316667°S,59.650000°E 16° 19′ 0.0″ S, 59° 39′ 0.0″ E / 16.316667°S,59.650000°E
- Île Raphael 16° 27′ 0.0″ S, 59° 37′ 0.0″ E / 16.450000°S,59.616667°E 16° 27′ 0.0″ S, 59° 37′ 0.0″ E / 16.450000°S,59.616667°E 16° 27′ 0.0″ S, 59° 37′ 0.0″ E / 16.450000°S,59.616667°E
- Îlot Siren 16° 28′ 0.0″ S, 59° 34′ 0.0″ E / 16.466667°S,59.566667°E 16° 28′ 0.0″ S, 59° 34′ 0.0″ E / 16.466667°S,59.566667°E 16° 28′ 0.0″ S, 59° 34′ 0.0″ E / 16.466667°S,59.566667°E
- Île Tortue 16° 28′ 0.0″ S, 59° 41′ 0.0″ E / 16.466667°S,59.683333°E 16° 28′ 0.0″ S, 59° 41′ 0.0″ E / 16.466667°S,59.683333°E 0.13 km²16° 28′ 0.0″ S, 59° 41′ 0.0″ E / 16.466667°S,59.683333°E
- Pearl Islet (Île Perle) 16° 31′ 0.0″ S, 59° 32′ 0.0″ E / 16.516667°S,59.533333°E 16° 31′ 0.0″ S, 59° 32′ 0.0″ E / 16.516667°S,59.533333°E 16° 31′ 0.0″ S, 59° 32′ 0.0″ E / 16.516667°S,59.533333°E
- Île du Sud 16° 32′ 0.0″ S, 59° 32′ 0.0″ E / 16.533333°S,59.533333°E 16° 32′ 0.0″ S, 59° 32′ 0.0″ E / 16.533333°S,59.533333°E 16° 32′ 0.0″ S, 59° 32′ 0.0″ E / 16.533333°S,59.533333°E
- Avocaré Illa (Avoquer) 16° 35′ 0.0″ S, 59° 40′ 0.0″ E / 16.583333°S,59.666667°E 16° 35′ 0.0″ S, 59° 40′ 0.0″ E / 16.583333°S,59.666667°E 0.02 km²16° 35′ 0.0″ S, 59° 40′ 0.0″ E / 16.583333°S,59.666667°E
- Petite Capitane 16° 36′ 0.0″ S, 59° 34′ 0.0″ E / 16.600000°S,59.566667°E 16° 36′ 0.0″ S, 59° 34′ 0.0″ E / 16.600000°S,59.566667°E 16° 36′ 0.0″ S, 59° 34′ 0.0″ E / 16.600000°S,59.566667°E
- Grande Capitane 16° 40′ 0.0″ S, 59° 50′ 0.0″ E / 16.666667°S,59.833333°E 16° 40′ 0.0″ S, 59° 50′ 0.0″ E / 16.666667°S,59.833333°E 16° 40′ 0.0″ S, 59° 50′ 0.0″ E / 16.666667°S,59.833333°E
- Mapare Islet 16° 35′ 0.0″ S, 59° 41′ 0.0″ E / 16.583333°S,59.683333°E 16° 35′ 0.0″ S, 59° 41′ 0.0″ E / 16.583333°S,59.683333°E  0.4 km²16° 35′ 0.0″ S, 59° 41′ 0.0″ E / 16.583333°S,59.683333°E
- Fragata Islet (Île Frégate) 16° 37′ 0.0″ S, 59° 31′ 0.0″ E / 16.616667°S,59.516667°E 16° 37′ 0.0″ S, 59° 31′ 0.0″ E / 16.616667°S,59.516667°E 16° 37′ 0.0″ S, 59° 31′ 0.0″ E / 16.616667°S,59.516667°E
- Îlote du Paul	16° 37′ 0.0″ S, 59° 33′ 0.0″ E / 16.616667°S,59.550000°E 16° 37′ 0.0″ S, 59° 33′ 0.0″ E / 16.616667°S,59.550000°E 16° 37′ 0.0″ S, 59° 33′ 0.0″ E / 16.616667°S,59.550000°E
- Puits a Eau 16° 39′ 0.0″ S, 59° 34′ 0.0″ E / 16.650000°S,59.566667°E 16° 39′ 0.0″ S, 59° 34′ 0.0″ E / 16.650000°S,59.566667°E 16° 39′ 0.0″ S, 59° 34′ 0.0″ E / 16.650000°S,59.566667°E
- Baleine Rocks 16° 41′ 0.0″ S, 59° 30′ 0.0″ E / 16.683333°S,59.500000°E 16° 41′ 0.0″ S, 59° 30′ 0.0″ E / 16.683333°S,59.500000°E 16° 41′ 0.0″ S, 59° 30′ 0.0″ E / 16.683333°S,59.500000°E
- Île Veronge (Verronge)	16° 41′ 0.0″ S, 59° 37′ 0.0″ E / 16.683333°S,59.616667°E 16° 41′ 0.0″ S, 59° 37′ 0.0″ E / 16.683333°S,59.616667°E 16° 41′ 0.0″ S, 59° 37′ 0.0″ E / 16.683333°S,59.616667°E
- Veronge Ilot 	16° 42′ 0.0″ S, 59° 38′ 0.0″ E / 16.700000°S,59.633333°E 16° 42′ 0.0″ S, 59° 38′ 0.0″ E / 16.700000°S,59.633333°E 16° 42′ 0.0″ S, 59° 38′ 0.0″ E / 16.700000°S,59.633333°E
- Île Poulailer 16° 44′ 0.0″ S, 59° 46′ 0.0″ E / 16.733333°S,59.766667°E 16° 44′ 0.0″ S, 59° 46′ 0.0″ E / 16.733333°S,59.766667°E 16° 44′ 0.0″ S, 59° 46′ 0.0″ E / 16.733333°S,59.766667°E
- Palmell Islet 16° 45′ 0.0″ S, 59° 35′ 0.0″ E / 16.750000°S,59.583333°E 16° 45′ 0.0″ S, 59° 35′ 0.0″ E / 16.750000°S,59.583333°E 16° 45′ 0.0″ S, 59° 35′ 0.0″ E / 16.750000°S,59.583333°E
- Chaloupe 16° 49′ 0.0″ S, 59° 50′ 0.0″ E / 16.816667°S,59.833333°E 16° 49′ 0.0″ S, 59° 50′ 0.0″ E / 16.816667°S,59.833333°E 16° 49′ 0.0″ S, 59° 50′ 0.0″ E / 16.816667°S,59.833333°E
- Courson 16° 48′ 0.0″ S, 59° 30′ 0.0″ E / 16.800000°S,59.500000°E 16° 48′ 0.0″ S, 59° 30′ 0.0″ E / 16.800000°S,59.500000°E 16° 48′ 0.0″ S, 59° 30′ 0.0″ E / 16.800000°S,59.500000°E
- Coco Illa (Île aux Cocos) 16° 50′ 0.0″ S, 59° 30′ 0.0″ E / 16.833333°S,59.500000°E 16° 50′ 0.0″ S, 59° 30′ 0.0″ E / 16.833333°S,59.500000°E  0.5 km²16° 50′ 0.0″ S, 59° 30′ 0.0″ E / 16.833333°S,59.500000°E

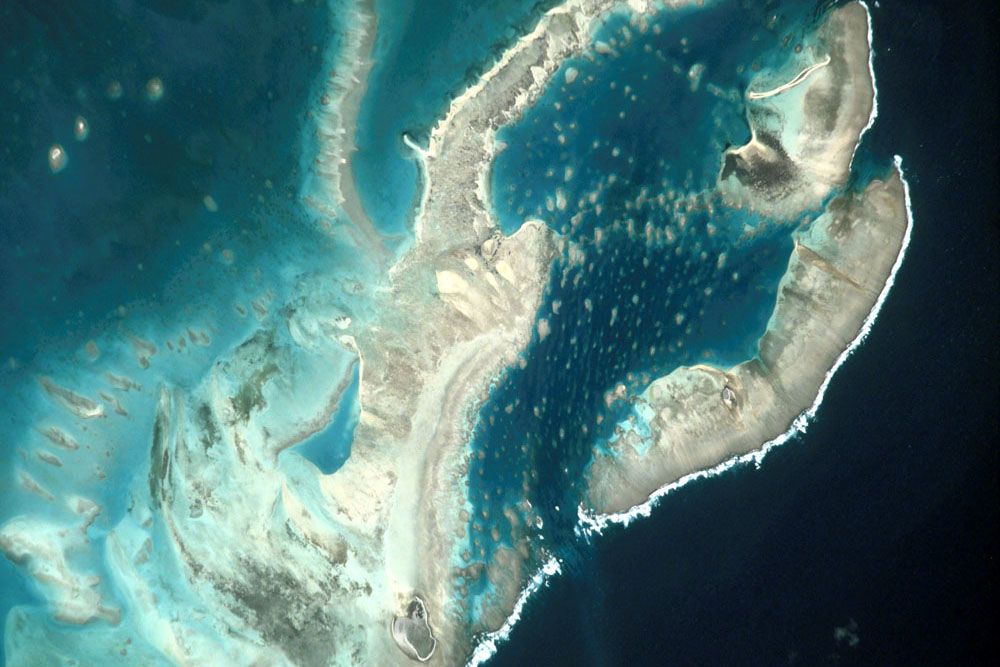
Imatge de satèl·lit de Cargados Carajos

Un nombre d'illots sense nom i bancs de sorra completen el conjunt de Cargados Carajos. El nombre total d'illes i illots a tot l'escull és proper a 40.
Siren Illa, Pearl Illa (Île Perle), Illa de Fragata (Île Frégate) són e l'oest de l'escull, mentre North Island (Île du Nord) és a aproximadament 4 km al nord-est de km de la punta nord de l'escull.
Albatros Island, aproximadament 18 km al nord, és geogràficament una única illa de coral separada amb ubicació 16°15'S, 59°35'E.
Albatros Island és la més alta (el seu punt més alt és 6 m per sobre el nivell de la mar) i la més gran de les illes del grup, amb una àrea d'1.01 km²; està seguida per Raphael, Avocaré, Cocos Island i Île du Sud.
El poblament poblament és Raphael a l'illa Raphael, amb una estació de pesca comercial privada (amb uns 35 empleats residents), una seu dels guardacostes i l'estació meteorològica (amb vuit residents el 1996). Poblaments més petits d'unes 10 o menys persones, existeixen a Avocaré, Cocos, i Sud; el poblament d'Albatros va ser abandonat el 1988.
Arbres de coco es troben damunt unes quantes illes, així com arbusts diversos i herbes.
Les illes estan cobertes per sorra granular blanca de coral erosionat, i una capa gruixuda de guano es pot trobar a quasi tot arreu. Les tortugues de mar aprofiten l'escassa població de les illes per depositar els seus ous a les platges. És problemàtic saber quant temps aquest refugi existirà sense protecció internacional, ja que l'economia de Maurici està entre les de més ràpid creixent al món. El preu del sucre (la collita principal de Maurici introduïda pels francesos i que representa 17% de les exportacions de Maurici) està en retrocés i el turisme està omplint el buit econòmic, podent amenaçar l'ecosistema insular.

## Història
L'atol fou probablement visitat des del segle vii per mariners àrabs. El seu nom portuguès o més aviat gallec fou Cargados Carallos després transformat en Cargados Carajos. Li va donar l'orensà Joan de Nova (Xoán de Novoa) nascut al castell de Maceda el 1460 però que va haver de fugir de Galícia durant la revolta dels Irmandiños; la resta de la seva família es va assentar a Pontevedra i Zamora però Xoan es va dirigir a Portugal on va fer ciutadà d'aquest regne i fou tant fidel que el rei Manuel I de Portugal el va nomenar alcaide major de Lisboa. Després Xoán de Novoa va participar en la navegació cap a l'Índia al front d'una flota i va descobrir les illes Ascensión i Santa Helena a l'oceà Atlàntic i el 1506 les illes d'Agalega i de Cargados Carajos a l'oceà Índic. El 1598 les illes foren ocupades comn estació d'aprovisionament pels holandesos; el 1722 van passar a França, i el 1810 finalment a la Gran Bretanya. Els pirates van utilitzar les illes com a refugi.
En temps moderns les illes foren explotades pels fosfats (guano) però la mineria es va abandonar a la meitat del segle xx.
El 1968, amb la independència de Maurici, aquest país les va reclamar i finalment Gran Bretanya els va reconèixer
L'abril del 2006, surfista francès Erwan Simon va descobrir nou llocs de surfs a la part de l'oest i del sud de l'arxipèlag.
Cargados Carajos comprèn aproximadament 190 km² d'esculls. És probablement la més gran cresta d'algues a l'Oceà Índic. Els esculls de Maurici han estat sobreexplotats per a la pesca i ha patit dels efectes de turisme i altres efectes del desenvolupament. Maurici planeja establir dues reserves marines d'esculls de coral que van ser proposades per protecció el 1974. Això pot demostrar el ritme de protecció de recursos naturals en l'àrea, alentit per les complicacions polítiques.
El 29 de novembre de 2014, durant la segona etapa de la 2014–15 Volvo Ocean Race, l'equip Vestas Wind patrocinat pel fabricant danès de turbines Vesta, va naufragar a les illes. La tripulació fou rescatada sana i estalvia.